# Kis vérfű

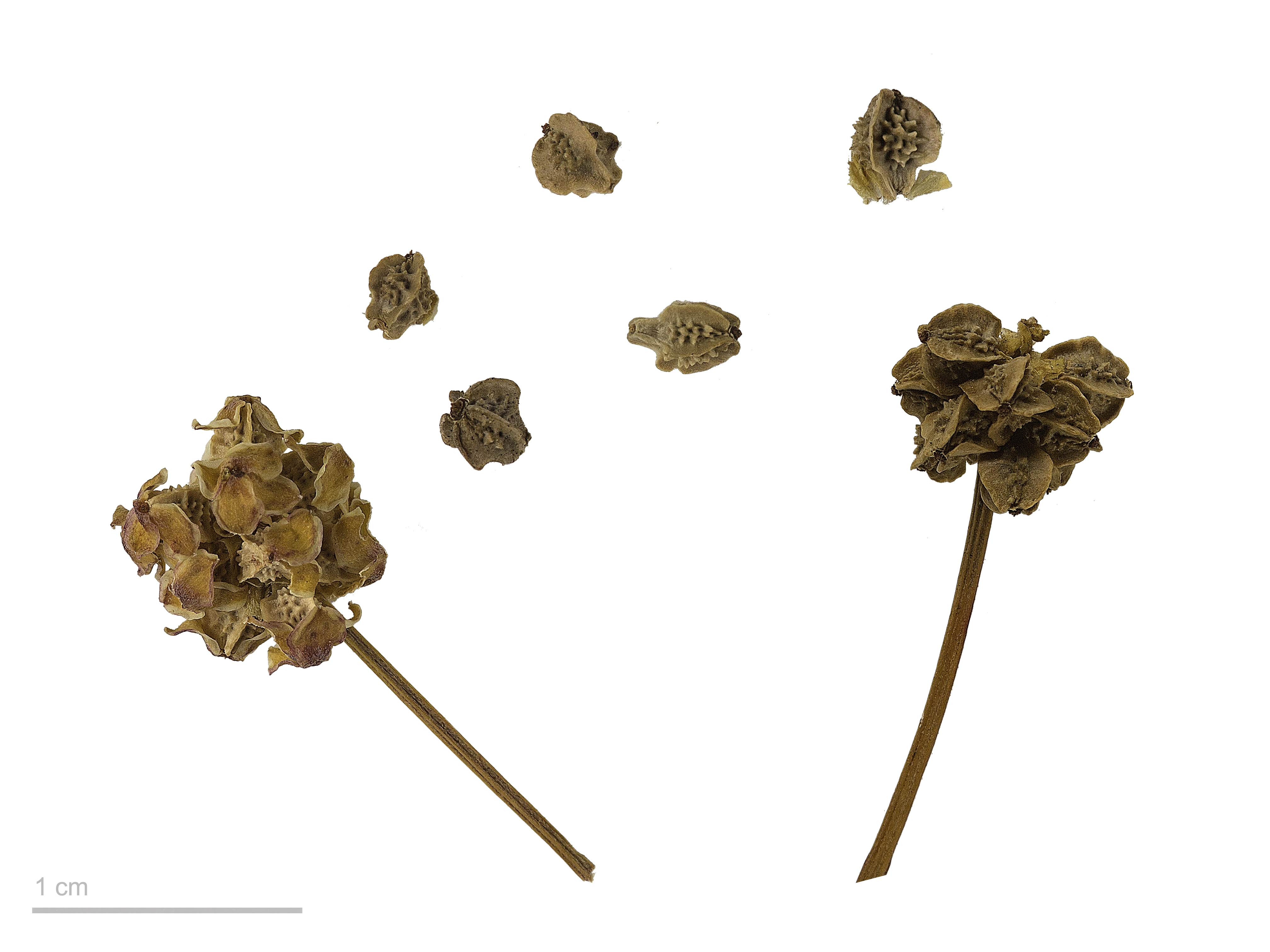
Sanguisorba minor

A kis vérfű (Sanguisorba minor) a vérfű (Sanguisorba) nemzetség faja, ehető, évelő gyógynövény. Európában, Észak-Afrikában, Délnyugat-Ázsiában honos. Magyarországon is gyakori, főleg a száraz gyepekben, domboldalakon, általában meszes talajokon nő. Szárazságtűrő.
A 16. században feljegyzett monda szerint Csaba hun királyfi a katonáit a „Csaba íre” nevű csodás fűvel gyógyította. A csabaíre a mindenféle vérzést elállító tulajdonságáról a germán és szláv néphit is tud. Korábban egyes tájakon a hasznos földitömjént (Pimpinella saxifraga) is nevezték csabaírének.

## Jellemzése
20–90 cm magasra nő. Páratlanul szárnyalt, illatos levelei tőrózsát alkotnak, a ritkásan, párban álló levélkék tojásdadok, ülők, mindkét oldalról 3-9-szeresen fogazottak. Április-július között virágzik. Virágai sziromlevél nélküliek, a hosszú tőkocsány végén gömbszerűen, 1–2 cm széles fejecskevirágzatban helyezkednek el; a középső virágok hímnősek, az alsók, bókoló, sárga virágok hímivarúak, a felsők nőivarúak, ecset formájú, piros bibével. Először a termős virágok nyílnak. Szélbeporzású növény. Termése aszmag, melyet a vacok körbevesz.

## Hatóanyagai
Triterpéneket (urzolsav, tormentinsav, tormentozid), fenolkarbonsavakat, cserzőanyagokat, flavonoidokat, illóolajokat (hajtása megdörzsölve uborkaillatú) tartalmaz.

## Felhasználása
A friss, fiatal leveleket gyűjtik. Diószerű ízénél fogva fűszernövényként, salátákba, nyári frissítő italokba használják fel. Étvágygerjesztő, emésztést javító hatásuk van. A népi gyógyászat sebek, vérzések, hasmenés esetén adta, azonban ezekre az őszi vérfű alkalmasabb.